# 章钜林
章钜林（1919年—2013年），男，浙江诸暨人，中国体育理论家，曾任上海体育学院教授、博士生导师。